# Santa Faç de Jesús

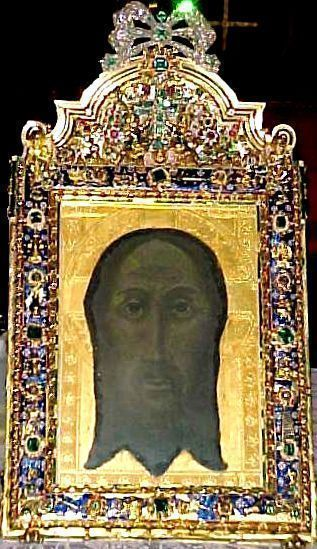
Sant Rostre de Jaén

La Santa Faç de Jesús, Imatge del Vel de la Verònica o anomenada antigament Vera icona és el nom de la imatge del vel de la Verònica que, segons l'etimologia popular, Jesús va fer servir per a eixugar-se la cara ensagnada durant el Via Crucis. Venerada a Roma des del segle viii, Bonifaci VIII la traslladà al Vaticà el 1297, i posteriorment passà a designar la piadosa dona que eixugà la faç de Crist. És una de les imatges que alguns consideren aquiropoet, és a dir, creada sense la intervenció humana.
El terme també és aplicable per extensió a altres relíquies que són, tanmateix, més coneguts per la seva pròpia denominació, com el Sant Sudari de Torí i el Sant Sudari d'Oviedo, que reflecteixen, el primer el cos sencer de Jesús, i el segon el cap, en suposar-se que són les dues teles que l'haurien embolicat durant l'Enterrament de Jesús.

## Ubicació
De la vera icona se'n conserven quatre versions, la qual cosa denota el seu caràcter tradicional i vocacional més que rigorosament històric. La tesi per a justificar la presència a quatre llocs interpreta que el llenç estava doblat quan Verònica el va passar pel rostre de Crist, i els seus doblecs haurien permès dividir-lo en diverses peces, totes amb la impressió del rostre.
Els quatre llocs on es conserven aquestes peces són:
- Basílica de Sant Pere (Roma, Itàlia)
- Catedral de Jaén (Jaén, Espanya)
- Basílica del Sacré Cœur (París, França)
- Monestir de la Santa Faç (Alacant), Espanya.

## Etimologia
Etimològicament tant Verònica com Vera icona parteixen del llatí grecitzat vera εἰκών (veraicona). L'origen del terme provindria del llatí llatí: vera, verdadera, i d'icona, llatinitzat del grec εικόνα, és a dir, imatge, un terme especialment referit a les imatges pictòriques devocionals (icones). Aquesta etimologia, que ha generat la denominació tradicional d'aquestes relíquies, probablement es va originar en una mixtificació de la del nom Verònica, derivat de Berenice, forma dialectal macedònia de Φερενίκη (Ferenice), "portadora de la victòria".

## Iconografia
Com a tema iconogràfic ha estat conreat, a l'Orient cristià, especialment en el món grec i eslau; a l'Occident ha estat un tema especialment difós durant les èpoques gòtica, renaixentista i barroca. Als Països Catalans, on hom en venera una pretesa relíquia al monestir de la SantaFaç, cal destacar-ne la representació en el díptic gòtic de Miquel Alcanyís, atribuït abans a Bernat Martorell, i la pintura de Joan Gascó (Museu Episcopal de Vic), d'un intens dramatisme, que havia estat atribuïda a Bartolomé Bermejo.